# コロラドハイツ大学
コロラドハイツ大学（Colorado Heights University、略称：CHU）は、かつて存在したアメリカ合衆国の私立大学。帝京大学グループの一校でアメリカ・コロラド州の州都デンバー南部にあった。2017年に学生の受け入れを停止した。キャンパス前身は「ロレットハイツカレッジ」だった。

## 歴史
カトリックのロレット修道会によって、初代校長をパンクラティア・ボンフィル修道女がつとめるカトリックの私立女子小中学校として発足。1980年代に同じカトリック系のリージス大学傘下となるも閉校。その後国際化を目指す帝京大学により学士課程をもつ帝京ロレットハイツ大学として新たに発足。
帝京大学グループのデンバーキャンパスを兼ねる。
2009年コロラドハイツ大学へ校名を変更した。
- 1891年 - ロレットハイツアカデミー発足（女子小・中学校）
- 1918年 - 短大課程設置。
- 1941年 - ロレットハイツカレッジへ校名変更。4年生女子大学となる。同年、看護学科設置。
- 1970年 - 男女共学へ変更。
- 1988年 - ロレットハイツカレッジ閉校。
- 1990年 - 4年制帝京ロレットハイツ大学として新たに発足。
- 2009年 - コロラドハイツ大学へ校名変更。

## アカデミック
学士課程
- International Business　専攻
- Intercultural Studies　専攻

この他
- International Business専攻にMBA（経営学修士）課程
- Certificates In English as a Second Language（ESL）課程

## キャンパス
広大なキャンパスはデンバー市内の最高標高地点である丘陵の頂上に所在。校名（Heights/高台）の由来となっている。同市を南北に貫くフェデラル通り南部（S.Federal Blvd）に面し、周辺は住宅地。
尖塔のある赤茶色の校舎は青い空とロッキー山脈に映えて遠くからも目立つ。その為古くから地域のランドマークとなっている。
キャンパス南側は視界を遮る物が無い為、遥かに地平線を望む。西側には万年雪を頂いたロッキー山脈が青く連なる。
都心部よりRTDバス利用で約20分。
ロッキー山脈へ高速285号線/US-285 (ハンプテン通り/Hambden Ave) 利用で約10分。
北方のボルダー市、南方のコロラドスプリングス市へは、共に車、バスで約1時間。

### 主要施設
アドミニストレーションビルディング：Administration bldg
1891年完成の管理棟。キャンパスの中心であり、大学の象徴的存在。正面は真東を向き、多くの事務室、コンピューターラボ及び教室が入る。コロラド州産の赤色砂岩で作られたロマネスク様式の５階建て校舎。ベルタワーを兼ねる高い尖塔の最頂部の鐘は卒業式等に鳴らされる。設計デザインはFrank E. Edbrooke & Co。
礼拝堂：Our Lady of Loretto Chapel
管理棟に隣接した無宗派礼拝堂。パイプオルガン、グランドピアノを完備。赤色砂岩のロマネスク建築で窓部分は23枚のドイツ製ステンドグラスが使われている。結婚式などに利用される。地下は小講堂となっている。
図書館：May Bonfils Stanton Library
蔵書総数12万冊以上。一般蔵書の他、旧ロレットハイツカレッジ時代からの古書類を所蔵。日本語蔵書は1万冊以上。
シアター：Teikyo Loretto Heights Theater
広いステージと音響・照明設備を備えた演劇場。客席数999。卒業式にも利用される。
この他、カフェテリア、テニスコート、ジム・プール、アートスタジオ、フットボールグランド、および学生寮3棟など。学生寮の内、マリアンホールでは各部屋から学内LANへ接続、インターネットを利用できる。

※アドミニストレーションビルディングは歴史文化財として国に登録されている。